# Anógyra
Anógyra är en ort i Cypern.   Den ligger i distriktet Eparchía Lemesoú, i den sydvästra delen av landet, 80 km sydväst om huvudstaden Nicosia. Anógyra ligger 405 meter över havet och antalet invånare är 255. Den ligger på ön Cypern.
Terrängen runt Anógyra är kuperad, och sluttar söderut.  Närmaste större samhälle är Sotíra, 12,2 km öster om Anógyra. Trakten runt Anógyra består till största delen av jordbruksmark.
Klimatet i området är subalpint. Årsmedeltemperaturen i trakten är 21 °C. Den varmaste månaden är juli, då medeltemperaturen är 31 °C, och den kallaste är februari, med 11 °C. Genomsnittlig årsnederbörd är 572 millimeter. Den regnigaste månaden är januari, med i genomsnitt 123 mm nederbörd, och den torraste är augusti, med 2 mm nederbörd.